# Pseudonectriella
Pseudonectriella es un género de hongos en la familia Niessliaceae. Es un género monotípico que solo contiene la especie Pseudonectriella ahmadii.